# Stellaria concinna
Stellaria concinna là loài thực vật có hoa thuộc họ Cẩm chướng. Loài này được Ravenna mô tả khoa học đầu tiên năm 2005.